# Ocybadistes walkeri
Ocybadistes walkeri là một type of butterfly known as a Skipper found in eastern and southern Australia, with one subspecies found in the Northern Territory.
The larvae feed on Dianella, Brachypodium distachyon, Cynodon dactylon, Erharta erecta, Panicum maximum, Pennisetum clandestinum and Thuarea involuta.

## Subspecies
- Ocybadistes walkeri hypochlora (Nam Australia)
- Ocybadistes walkeri olivia (Northern Territory, Tây Australia)
- Ocybadistes walkeri sothis (Lãnh thổ Thủ đô Úc, New South Wales, Queensland, South Australia, Tasmania, Victoria)